# イジー・ダレル
イジー・ダレル（Jiří Daler、1940年3月8日 - ）は、チェコ、ブルノ出身の元自転車競技選手。

## 経歴
1964年
- 東京オリンピック
  -  個人追い抜き 優勝（同大会同種目初代優勝者）
- トラックレース世界選手権 アマ個人追い抜き 3位

1965年
- トラックレース世界選手権 アマ団体追い抜き 3位

1966年
- トラックレース世界選手権
  - アマ団体追い抜き 2位
  - アマ個人追い抜き 3位

1967年
- トラックレース世界選手権 アマ個人追い抜き 3位

1969年から1970年までプロとして活動した。